# Глухова (Житомирская область)
Глухова (укр. Глухова) — село в Лугинском районе Житомирской области Украины. Основано в 1651 году.
Код КОАТУУ — 1822855101. Население по переписи 2001 года составляет 189 человек. Почтовый индекс — 11301. Телефонный код — 4161. Занимает площадь 0,49 км².

## Адрес местного совета
11301, Житомирская область, Лугинский р-н, пгт. Лугины, ул. К. Маркса, 2а